# Monmouthi kolostor
A monmouthi kolostor (angolul: Monmouth Priory) a walesi Monmouth egyik műemlék épülete. A kolostort a bencések alapították 1075-ben. Az egykori épületegyüttes számos része napjainkban is áll még. Az évszázadok során többször is átalakították. A 19. században iskola működött falai között, ma közösségi házként használják. Az épület II*. kategóriás brit műemlék (British Listed Building) 1952. június 27. óta. A monmouthi örökség tanösvény huszonnégy állomásának egyike.

## Története
A kolostort Withenoc (más néven Gwethenoc) alapította, egy breton, aki 1075-ben lett Monmouth ura. A Liber Landavensis című krónika egy 8. századi kelta keresztény templomról tesz említést, amelyik valószínűleg a későbbi kolostor helyén állt. A kolostor a saumuri St. Florent-apátságnak lett alárendelve. 1101-ben szentelték fel. A kolostortemplomot kibővítették és a 12. században plébániatemplommá vált. 1536-ban, amikor VIII. Henrik felszámolta a szerzetesrendeket, a monmouthi kolostor is megszűnt.
Az egykori kolostor épületei a plébániatemplom (St Mary’s Priory Church) északi oldalán voltak. 1906-ban, a baptista templom építésekor egy középkori ispotály maradványait fedezték fel. A napjainkban is álló épületek a perjel lakosztályai voltak. Az egyetlen, eredeti formájában fennmaradt középkori épületrész a pazar fülkeablak, amelyről azt tartják, hogy a mögötte levő szobában lakott Geoffrey of Monmouth itt tartózkodása idején. Valójában a kolostor kapujának része volt. A perjel lakosztályait több alkalommal is kibővítették a 19. században, amikor az épületben a St Mary’s National School iskola működött.
Az épületet a nemzeti lottótársaság pénzügyi támogatásával állították helyre. Az épület teljes felújításával 2002-ben végeztek Keith Murray tervei alapján. Napjainkban közösségi központként használják, konferenciák, esküvők, kiállítások számára.